# Божович, Лидия Ильинична
Лидия Ильинична Божович (15 [28] октября 1908, Курск — 21 июля 1981) — советский психолог, ученица Льва Выготского.

## Биография
Училась в Московском университете, первое экспериментальное исследование по психологии подражания провела под руководством Выготского. В 1920-30-е гг. входила в состав пятёрки ближайших московских учеников Выготского (Запорожец, Божович, Морозова, Левина, Славина). Работала завучем в психоневрологической школе-санатории, с 1931 г. — в Академии коммунистического воспитания на кафедре психологии, которой руководил Выготский. В дальнейшем работала в отделе психологии Украинской психоневрологической академии (Харьков). В 30-е гг., формально работая в Полтаве, входила в Харьковскую школу. В 1939 г. защитила кандидатскую диссертацию по проблемам усвоения орфографии. В годы Великой Отечественной войны заведовала отделом трудотерапии эвакогоспиталя № 3880 в г. Кыштыме Челябинской области. Работала в НИИ общей и педагогической психологии АПН СССР, с 1945 г. по 1975 г. руководила созданной ею лабораторией психологии формирования личности. Доктор психологических наук. Профессор.

## Научный вклад
Основной круг интересов Божович — детская психология. В этой области Божович написаны труды по проблемам развития личности ребёнка, формирования его мотивации, по экспериментальному исследованию аффективных конфликтов, самооценок и динамики уровня притязаний в детском возрасте, личностной направленности, условиям формирования гармоничной личности и др.

## Публикации
- Божович Л. И. (1929-31/1935). Речь и практическая интеллектуальная деятельность ребёнка (экспериментально теоретическое исследование). Культурно-историческая психология, N 1-3, 2006: ч. 1, ч. 2, 3, ч. 4
- Божович Л. И. Проблемы формирования личности: избранные психологические труды / Под ред. Д. И. Фельдштейна. — Москва; Воронеж: Ин-т практической психологии, 1995. (В данную книгу избранных трудов выдающегося психолога вошли основные её работы по психологическим закономерностям и этапам развития личности, мотивации поведения детей и др.)
- Божович Л. И. (1981/1988). О культурно-исторической концепции Л. С. Выготского и её значении для современных исследований психологии личности
- Божович Л. И. Потребность в новых впечатлениях @ flogiston.ru